# 郭向东
郭向东（1961年—），浙江东阳人，汉族，中华人民共和国政治人物、第十二届全国人民代表大会重庆地区代表。
毕业于长江商学院工商管理专业。加入中国共产党。担任广厦重庆第一建筑(集团)公司董事长。2008年起担任全国人大代表。2013年，担任全国人大代表。